# Vyšněvolocký kanál

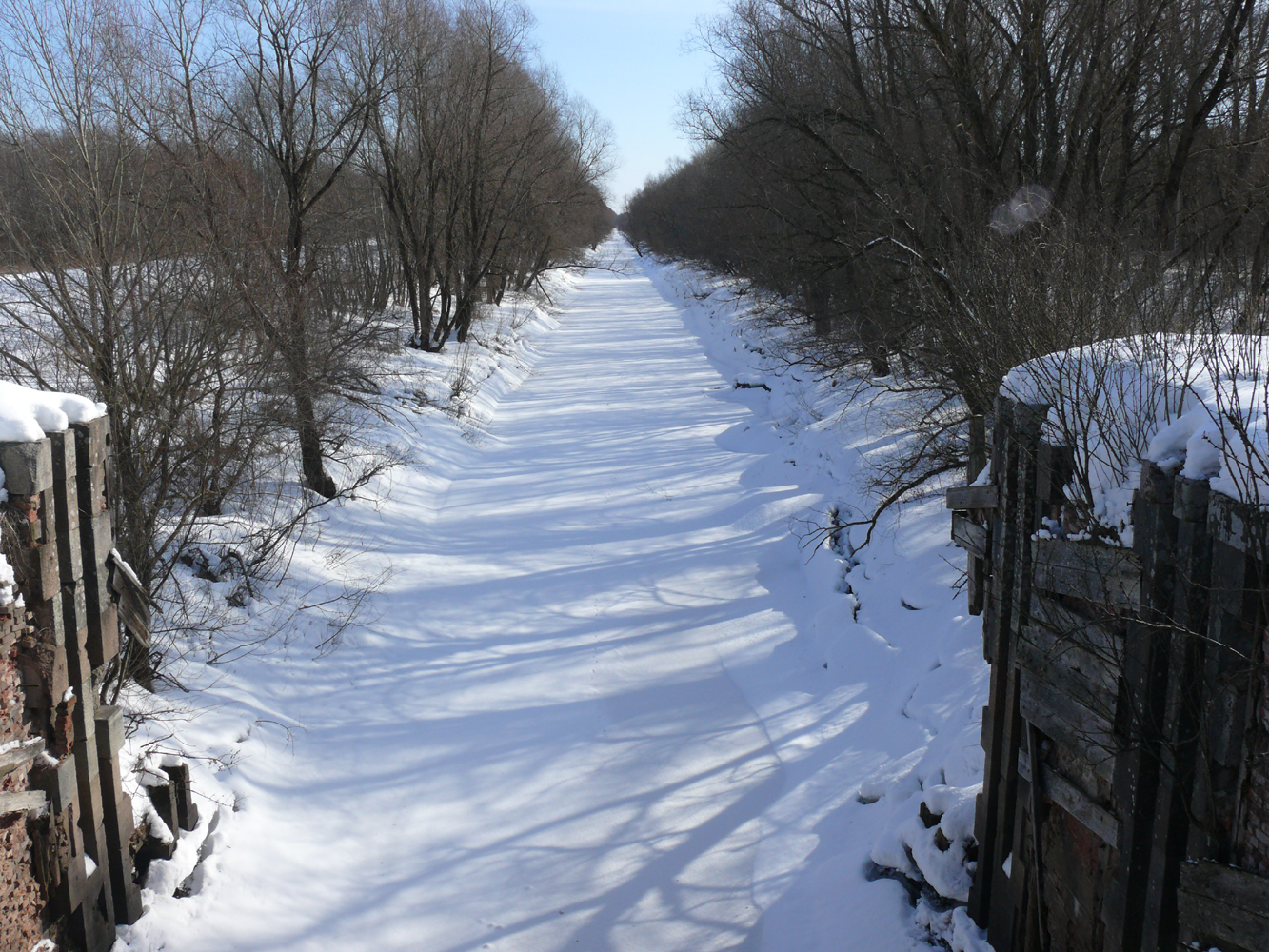
Kanál mezi řekami Msta a Višera v Novgorodské oblasti. V popředí zbytky zdymadel

Vyšněvolocký kanál nebo také Vyšněvolocká vodní cesta (rusky Вышневолоцкая водная система) je vodní cesta z Rybinsku do Petrohradu. Byla vytvořena jako první umělá vodní cesta v Rusku a její stavba byla zahájena v roce 1703, kdy byl postaven kanál mezi řekami Cna a Tverca. Celá vodní cesta byla pro lodní dopravu otevřena v roce 1709. Byla otevřena jednosměrně, pouze pro dopravu od Volhy (Rybinsk) k Baltskému moři (Petrohrad).

## Trasa
- řeka Volha
- Volžská přehrada
- řeka Tverca

rozvodí (Vyšněvolocký spojovací kanál mezi řekami Cna a Tverca)
- řeka Cna
- jezero Mstino
- řeka Msta
- Ilmeňský kanál (obchvat jezera Ilmeň)
- řeka Volchov
- Ladožský kanál (obchvat Ladožského jezera)
- řeka Něva

Celková délka činí 1406 km a nachází se na ní šest propustí a osm přehradních nádrží.

## Využití
V současné době má kanál pouze místní význam. Vodní doprava po celé délce není provozována.